# Tuffi ai Giochi della V Olimpiade
Le competizioni di tuffi ai  Giochi della V Olimpiade si sono svolte allo  a Djurgårdsbrunnsviken, Stoccolma. tra il 6 e il 15 luglio 1912.  Si sono disputati quattro eventi, tre maschili e uno femminile.

## Podi

### Maschili
| Evento                      | Oro          | Perform.  | Argento           | Perform.   | Bronzo          | Perform.   |
| Trampolino (dettagli)       | Paul Günther | 6 / 79,23 | Hans Luber        | 9 / 76,78  | Kurt Behrens    | 22 / 73,73 |
| Piattaforma (dettagli)      | Erik Adlerz  | 7 / 73,94 | Albert Zürner     | 10 / 72,60 | Gustaf Blomgren | 16 / 69,56 |
| Piattaforma alta (dettagli) | Erik Adlerz  | 7 / 40,0  | Hjalmar Johansson | 12 / 39,3  | Johan Jansson   | 12 / 39,1  |

### Femminile
| Evento                 | Oro             | Perform. | Argento      | Perform.  | Bronzo         | Perform.  |
| Piattaforma (dettagli) | Greta Johansson | 5 / 39.9 | Lisa Regnell | 11 / 36.0 | Isabelle White | 17 / 34.0 |

## Medagliere
| Posizione | Paese       | Oro | Argento | Bronzo | Totale |
| --------- | ----------- | --- | ------- | ------ | ------ |
| 1         | Svezia      | 3   | 2       | 2      | 7      |
| 2         | Germania    | 1   | 2       | 1      | 4      |
| 3         | Regno Unito | 0   | 0       | 1      | 2      |
| Totale    | Totale      | 4   | 4       | 4      | 12     |